# Andrej Makin
Andrej Jaroslavovitj Makin (russisk: Андрей Ярославович Маки́н, tr. Andrej Jaroslavovitj Makin; fransk: Andreï Makine; født 10. september 1957 i Krasnojarsk i Sovjetunionen) er en russiskfødt/fransk forfatter, der i 1995 fik Goncourtprisen for romanen Le Testament français.
Makin blev født i Krasnojarsk af franske forældre og tog eksamen fra Filologisk fakultet ved Moskvas statsuniversitet. I 1988 søgte og opnåede Makin asyl under et ophold i Frankrig. Han har siden besøgt Rusland i 2001 sammen med den fransk præsident Jacques Chirac.